# Андоррско-украинские отношения
Андоррско-украинские отношения — двусторонние дипломатические отношения между Андоррой и Украиной. Интересы Украины в Андоре представляет посольство в Мадриде; с сентября 2008 года в Андорре действует почётное консульство, возглавляемое Антони Зорзано Риерой.

## Отношения
Отношения между Украиной и Княжеством Андорра характеризуются отсутствием каких-либо проблемных вопросов. Главными сферами сотрудничества с Украиной андоррская сторона определяет туризм и культурное сотрудничество. С украинской стороны, главный упор делается на вопросе поддержания политических контактов, продвижении вопросов гуманитарного характера, взаимной поддержке в международных организациях, учреждении договорно-правовой базы двусторонних отношений и поддержания работы почётного консульства Украины в Андорре. Отдельный интерес андоррской стороны продолжает вызывать вопросы сотрудничества по усыновлению украинских детей.
Важным достижением в двусторонних контактах стало взаимодействие в международных организациях, а именно: обмен поддержками кандидатур обеих стран в состав соответствующих рабочих органов многосторонних организаций.
Достаточно длительное время вопрос назначения Почётного консула Украины в Андорре и начала работы консульства находился на повестке дня двусторонних отношений. В 2008 году были завершены все необходимые процедурные формальности, выдан консульский патент и экзекватура. 
Украина относится к 7 странам, которые имеют в Андорре свои почётные консульства.
С 31 марта по 2 апреля 2011 года делегация правительства Андорры во главе с министром туризма, торговли и промышленности К. Б. Масом посетила Украину. Этот визит стал первым визитом правительственной делегации Андорры со времен установления дипломатических отношений. По результатам визита было подписано Соглашение между Кабинетом министров Украины и Правительством Княжества Андорра о сотрудничестве в области туризма. Указанная сделка стала первым международным межправительственным документом, заключённым между сторонами.